# Rispondimi
Rispondimi è la seconda raccolta di racconti di Susanna Tamaro pubblicata da Rizzoli nel 2001.

## Storia editoriale
Composto da tre racconti (due lunghi e il terzo più breve), Rispondimi uscì il 24 gennaio 2001 con una tiratura iniziale di 200 mila copie. Cinque giorni dopo l'attrice Piera Degli Esposti tenne una lettura pubblica di alcune pagine del libro al Teatro Valle di Roma.
L'opera raggiunse il terzo posto dei libri più venduti in Italia nei primi tre mesi dalla pubblicazione. 
Nel marzo 2001 Vera Ciossani, in arte Ippolita Avalli, denunciò Susanna Tamaro, sua ex amica, per plagio chiedendo alla magistratura di inibire la distribuzione in Italia e all'estero di Rispondimi. Secondo l'atto di citazione, il racconto eponimo della raccolta era stato copiato ampiamente dal romanzo La dea dei baci pubblicato nel 1997 da Baldini&Castoldi. Per difendersi dall'accusa, la scrittrice triestina, assistita dall'avvocato Giorgio Assumma, depositò in tribunale tre perizie di parte affidate a illustri italianisti. La prima sezione del Tribunale civile di Milano rigettò il ricorso presentato da Ippolita Avalli.

## Contenuto

### Rispondimi
Rosa, orfana di madre, maltrattata dagli zii e mandata in collegio, subisce uno stupro all'interno della famiglia in cui fa la babysitter. Incinta, rifiuta l’aborto, passa la notte in un parco, sola e senza un soldo. Incerta del domani, medita il suicidio. Un cane randagio le si avvicina e le porge la zampa; lei gli domanda: «Ci guida Qualcuno o siamo soli?». Il cane ovviamente tace e lei implora «Rispondimi».

### L'inferno non esiste
Una ragazza conosce un gentile giovanotto, amante dei libri, che diventerà suo marito. L'uomo si rivelerà, dopo la nascita dei figli, capace di grandi violenze psicologiche.

## Opere derivate
L'autrice, nelle vesti di regista, trasse dal secondo racconto il lungometraggio Nel mio amore (2004), interpretato da Licia Maglietta e Urbano Barberini.